# Смирнов Анатолій Михайлович
Смирнов Анатолій Михайлович (нар. 5 вересня 1935, Калузька область) — російський вчений в галузі ветеринарної санітарії, гігієни, екології та мікробіології. Доктор ветеринарних наук (1980), професор (1987), академік РАН (2013, академік РАСГН (1995, членкор 1993)), іноземний член Національної академії аграрних наук України (1995), академік Монгольської академії сільськогосподарських наук. Заслужений діяч науки Російської Федерації (1998). Двічі лауреат премії уряду РФ (1996, 2011).
Закінчив Вітебський ветеринарний інститут (1959).
Трудову діяльність почав ветеринарним лікарем.
З 1992 р. директор Всеросійського науково-дослідного інституту ветеринарної санітарії, гігієни та екології, а з 2015 р. науковий керівник цього інституту.
З 1994 р. академік-секретар Відділення ветеринарної медицини Россельхозакадемії.